# Club Deportivo Guastatoya
Il Club Deportivo Guastatoya è una squadra di calcio guatemalteca con sede a Guastatoya, dipartimento di El Progreso. Gioca le partite casalinghe all'Estadio David Cordón Hichos.
Il Guastatoya milita nella Liga Nacional de Fútbol de Guatemala. Ha vinto per tre volte il campionato guatemalteco.

## Storia
Nel 2021 ha raggiunto la semifinale di CONCACAF League.

## Palmarès

### Competizioni nazionali
- Campionato guatemalteco: 3

Clausura 2018, Apertura 2018, Apertura 2020

## Organico

### Rosa
| N. |                        | Ruolo | Calciatore      |
| -- | ---------------------- | ----- | --------------- |
| 1  | Guatemala (bandiera)   | P     | Luis Tatuaca    |
| 2  | Guatemala (bandiera)   | D     | Otto Ramos      |
| 3  | Guatemala (bandiera)   | D     | Carlos Gallardo |
| 4  | Guatemala (bandiera)   | D     | Luis de León    |
| 5  | Guatemala (bandiera)   | D     | José Márquez    |
| 6  | Guatemala (bandiera)   | C     | Mario Vásquez   |
| 7  | El Salvador (bandiera) | A     | Josué Flores    |
| 8  | Guatemala (bandiera)   | C     | Atadeo Quiñónez |
| 9  | Guatemala (bandiera)   | A     | Ángel Rodríguez |
| 10 | Guatemala (bandiera)   | A     | Francisco Haman |
| 11 | Costa Rica (bandiera)  | C     | Aarón Navarro   |
| 12 | Guatemala (bandiera)   | P     | Erwin Rodríguez |
| 13 | Guatemala (bandiera)   | C     | Bryan Orellana  |
| 14 | Guatemala (bandiera)   | C     | Victor Gudiel   |
| 16 | Guatemala (bandiera)   | C     | Gerardo Arias   |
| 17 | Guatemala (bandiera)   | A     | Kevin Bordón    |
| 18 | Guatemala (bandiera)   | C     | Fredy Orellana  |
| 19 | Guatemala (bandiera)   | A     | Kevin Norales   |

| N. |                              | Ruolo | Calciatore       |
| -- | ---------------------------- | ----- | ---------------- |
| 20 | Guatemala (bandiera)         | C     | Cristian Reyes   |
| 21 | Messico (bandiera)           | A     | Emmanuel Tapia   |
| 22 | Guatemala (bandiera)         | D     | Edwin Fuentes    |
| 23 | Messico (bandiera)           | D     | Omar Domínguez   |
| 24 | Guatemala (bandiera)         | C     | Jorge Vargas     |
| 25 | Guatemala (bandiera)         | P     | Bernardo Long    |
| 26 | Guatemala (bandiera)         | C     | Darín Medrano    |
| 27 | Trinidad e Tobago (bandiera) | C     | Darren Aaron     |
| 28 | Colombia (bandiera)          | C     | José Corona      |
| 29 | Honduras (bandiera)          | D     | Quiarol Arzú     |
| 30 | Guatemala (bandiera)         | C     | Manuel López     |
| 31 | Guatemala (bandiera)         | D     | Josué Bol        |
| 55 | Guatemala (bandiera)         | C     | Edison Hernández |
| 59 | Guatemala (bandiera)         | A     | Wilber Pérez     |
| 66 | Guatemala (bandiera)         | C     | Rudy Barrientos  |
| 77 | Argentina (bandiera)         | A     | Walter Wasinger  |
| 80 | Uruguay (bandiera)           | C     | Cristhian Maciel |
| 99 | Uruguay (bandiera)           | A     | Miguel Puglia    |
| 21 | Guatemala (bandiera)         | D     | Stefano Cincotta |